# بي دي جيمس
بي دي جيمس أو فيليبس دورثي جيمس (بالإنجليزية: P. D. James) (مواليد أكسفورد 3 أغسطس 1920- 27 نوفمبر 2014) هي روائية إنجليزية، اشتُهرت بسلسلة روايات بوليسية بطولة الشرطي والشاعر آدم دالغليش.
المؤلفة المشهورة لها تاريخ حافل من روايات الجريمة والقصص المثيرة والخيال العلمي التي اشتهرت بكتابتها، وحصلت على اعتراف دولي في العام 1980، كما نالت العديد من الجوائز ووسام شرف الآداب في العام 2005.
الروائية ألفت 20 كتابا، أشهر رواياتها "غرفة القتل"، و"الكبرياء"، "والأطفال من الرجال"، وقد باعت ملايين الكتب في جميع أنحاء العالم.

## السيرة الذاتية
ولدت جيمس في مدينة أكسفورد. تلقت تعليمها الإعدادي في المدرسة البريطانية في لودلو والثانوي في مدرسة كامبريدج الثانوية للبنات، وتركت المدرسة بعمر 16 سنة من أجل العمل، حيث أنها تعيش في عائلة فقيرة، ووالدها سيدني الذي كان يعمل كمفتش للضرائب كان لا يؤمن بالتعليم للإناث. عملت جيمس في مكتب للضرائب لمدة ثلاث سنوات، وبعد ذلك وجدت وظيفة مساعد مدير مسرح.
في عام 1941، تزوجت إرنست كونور وايت وهو طبيب بالجيش، وأنجبا ابنتان هما كلير وجين. وعندما عاد وايت من الحرب العالمية الثانية كان يعاني من مرض نفسي؛ مما سبب اضطراب لجميع أفراد الأسرة حتى وفاته سنة 1964. وعندما كان وايت مع أولاده في مركز الرعاية النفسة تعلمت بي دي جيمس إدارة المستشفى، وأصبحت في مجلس إدارة المستشفى في لندن بين عامي (1949-1968).
بدأت جيمس الكتابة في منتصف خمسينات القرن العشرون. أول رواية لها هي تغطي وجهها (Cover Her Face) ونُشرت سنة 1962. وكانت رواياتها قليلة الانتشار بسبب البيرقراطية في المملكة المُتحدة. وبعد عامين من نشر روايتها الأولى توفي زوجها وأخذت مكانه كموظف حكومي في وزارة الداخية حتى تقاعدها سنة 1979.

## الروايات
أسرار آدم دالغليش
- Cover Her Face  [لغات أخرى]‏ 1962
- A Mind to Murder 1963
- Unnatural Causes 1967
- Shroud for a Nightingale 1971
- The Black Tower 1975
- Death of an Expert Witness 1977
- A Taste for Death 1986
- Devices and Desires 1989
- Original Sin  [لغات أخرى]‏ 1994
- A Certain Justice 1997
- Death in Holy Orders 2001
- The Murder Room 2003
- The Lighthouse  [لغات أخرى]‏ 2005
- The Private Patient 2008

أسرار كورديليا غراي
- An Unsuitable Job for a Woman 1972
- The Skull Beneath the Skin 1982

روايات متنوعة
- Innocent Blood  [لغات أخرى]‏ 1980
- The Children of Men 1992
- Death Comes to Pemberley 2011

## الوفاة
توفيت بي دي جيمس في منزلها بمدينة أكسفورد يوم الخميس 27 نوفمبر 2014، وقال وكيلها الأدبي: «إنها فارقت الحياة في منزلها في مدينة أكسفورد بسلام صباح الخميس».

## روابط خارجية
- بي دي جيمس على موقع IMDb (الإنجليزية)
- بي دي جيمس على موقع الموسوعة البريطانية (الإنجليزية)
- بي دي جيمس على موقع مونزينجر (الألمانية)
- بي دي جيمس على موقع ألو سيني (الفرنسية)
- بي دي جيمس على موقع ميوزك برينز (الإنجليزية)
- بي دي جيمس على موقع أول موفي (الإنجليزية)
- بي دي جيمس على موقع قاعدة بيانات الأفلام السويدية (السويدية)
- بي دي جيمس على موقع إن إن دي بي (الإنجليزية)
- بي دي جيمس على موقع قاعدة بيانات الفيلم (الإنجليزية)
- بي دي جيمس على موقع كينوبويسك (الروسية)